# Грей, Херб
Herbert Eser «Herb» Gray (англ. Герберт Эзер «Херб» Грей, 25 мая 1931, Уинсор, Онтарио, Канада — 21 апреля 2014, Оттава, Канада) — канадский государственный деятель, заместитель премьер-министра Канады (1997—2002).

## Биография
В 1952 г. окончил экономический факультет Университета Макгилла в Монреале с присуждением степени бакалавра коммерции. Впоследствии получил второе высшее образование, окончив юридический факультет Йоркского университета в Торонто. Начал свою карьеру в качестве адвоката.
На всеобщих выборах в июне 1962 г. был впервые избран в качестве кандидата от Либеральной партии депутатом палаты Палаты общин и занимал эту должность до января 2002 г. В 1966—1968 гг. являлся председателем постоянной комиссии по финансово-торгово-экономическим вопросам.
Занимал ряд министерских позиций в правительствах Пьера Трюдо:
- 1968—1969 гг. — парламентский секретарь министра финансов,
- 1969—1970 гг. — министр без портфеля,
- 1970—1972 гг. — министр по вопросом национального дохода,
- 1972—1974 гг. — министр по вопросам потребления и предпринимательства
- 1980—1982 гг. — министр промышленности, торговли и коммерции,
- январь-сентябрь 1982 гг. — министр регионального экономического развития,
- 1982—1984 гг. — президент казначейства.

В 1981—1984 гг. — одновременно постоянный региональный министр в правительстве провинции Онтарио.
После поражения Либеральной партии на всеобщих выборах в 1984—1990 гг. являлся председателем фракции Либеральной партии и лидером оппозиции в Палате общин. В 1989—1990 гг. был заместителем председателя Либеральной партии, в феврале-декабре 1990 г. — лидером оппозиции.
- 1991—1993 гг. — официальный спикер парламентской оппозиции по финансовым вопросам,
- 1993—1997 гг. — лидер парламентского большинства в Палате общин,
- апрель-июнь 1997 г. — генеральный солиситор,
- 1997—2002 гг. — заместитель премьер-министра Канады и заместитель председателя Либеральной партии,
- 1998—2002 гг. — одновременно министр, возглавлявший Бюро по вопросам Миллениума.

В 1993—2003 гг. — одновременно постоянный региональный министр в правительстве провинции Онтарио.
В январе 2002 г. подал в отставку и был назначен председателем канадского отделения совместной комиссии США и Канады в отношении границ и пограничных вод между двумя странами.
В мае 2003 г. стал компаньоном Ордена Канады. В 2008 г. был избран канцлером университета Карлтон.